# Сонино (Бережанская волость)
Сонино — деревня в Бережанской волости Островского района Псковской области.
Расположена в 24 км к юго-западу от центра города Остров и в 4 км к северо-западу от деревни Дубки. Через деревню проходит железная дорога Псков — Остров — Пыталово: северо-восточнее находится железнодорожная станция Гольцево (Гольнево).
Постоянное население по состоянию на 2000 год в деревне отсутствовало.
До 3 июня 2010 года деревня входила в состав ныне упразднённой Рубиловской волости с центром в д. Дубки.